# 大正川
大正川（たいしょうがわ）は、大阪北摂地域の茨木市および摂津市を流れる淀川水系の河川。一級河川としての開始点は茨木市下穂積3丁目640番地先。流域住民にとっては身近な存在の川である。

## 地理
大阪府茨木市西部の千里丘陵に源を発し、上流の松沢池など、いくつかの大きなため池の水を集めながら下穂積地区を蛇行する。中央環状線付近から川幅も広く直線的になり、中央環状線鶴野橋付近の摂津市鶴野と摂津市三島の境界から安威川に合流する。
摂津市学園町二丁目の大正川河川敷は、平和公園として整備されている。平和公園は川と遊べることを目的とした親水公園で、川の中にまで簡単に入れるように工夫されている。

## 歴史
もとは丑寅川と呼ばれた曲がりくねった河川であった。大雨になると溢れやすく、この川を廃して川幅を広く直線状にする工事が大正年間に行われた。名前は、つけ替えた時代の元号を記念して大正川となっているが、遅れのため工事が完了したのは昭和に入ってからである。

## 支流
- 新大正川
- 三条川
- 境川

## 流域の自治体
大阪府
茨木市、摂津市